# Даркуейв
Даркуейв (на английски: darkwave), или дарк уейв (dark wave), е термин за движение в музиката, появило се в края на 1970-те години като по-мрачен и меланхоличен вариант на популярния тогава жанр ню уейв.
Използвайки основите на ню уейв, даркуейв се заражда с прибавянето на мрачни, интровертни текстове и нотка на тъга.
Даркуейв е свързан с развитието на ню уейв през 1970-те и 1980-те години. В даркуейв през 1980-те години се заражда отделна субкултура, чиито поддръжници се наричат уейвъри.
От 1990 г. насам терминът даркуейв се използва за по-тесен кръг от музикални подстилове, съчетаващи готик рок с електронна музика (като синтпоп и индъстриъл) или фолклор (неофолк, средновековна музика).

## Стилов термин
Първото използване на термина изглежда е било през 1980-те години, за да опише мрачния вариант на ню уейв музиката, т.е. дарк синтпоп (също известен като електроуейв, френския колдуейв), и се отнася към мрачната и потискаща музика на изпълнители и групи като Anne Clark, Fa (Германия), готик рок или Gadget, Psyche и Depeche Mode или ранните готик групи (в онези времена тези изпълнители рядко са били наричани „готик“ извън Англия) като Bauhaus, Joy Division, The Cure и Cocteau Twins.
След като ню уейв движението изчезва в края на 1980-те години, даркуейв оцелява и получава солидна доза обновление и разнообразие в лицето на групи като Deine Lakaien, The Frozen Autumn, Love Is Colder Than Death, ранните издания на Love Like Blood, The Garden Of Delight, Wolfsheim и др. Всички тези групи са били вдъхновени от уейв движението от 1980-те години.
По същото време германски изпълнители, включвайки Das Ich, Goethes Erben, Relatives Menschsein и Lacrimosa, развиват много по-театрален стил, съчетан с германска поезия и метафорични текстове, наречен Neue Deutsche Todeskunst (Ново германско изкуство на смъртта). След стилистична повратна точка в историята на даркуейв стилистичното му значение в Германия изчезва в средата на 1990-те години.

## Жанров термин
В по-тесен смисъл терминът даркуейв се отнася към смесица от жанрове, особено между рок музиката (колд уейв, готик рок) и електронната музика (синтпоп, ембиънт и индъстриъл). Използването на този термин обхваща цялата тази сцена. Attrition, Clan of Xymox, Die Form, In The Nursery и Pink Industry са сред основните групи на 1980-те години и, макар да биват свързвани с готик рок и даркуейв сцените, в повечето случаи самите групи не се поставят в тези категории.
Макар и през 1990-те години, когат германски групи като Das Ich, Deine Lakaien и Diary of Dreams продължават да съчетават готик музиката с пост-индустриални звуци, терминът даркуейв започва да се използва все по-често като име на жанр. Други изпълнители като Silke Bischoff, In My Rosary, Engelsstaub, Annabelle's Garden и Canticum Funebris, смесват звуците на синтпопа и готик рока с неофолк жанра. Интересен резултат се получава в лицето на един от най-известните германски даркуейв проекти - Sopor Aeternus & The Ensemble Of Shadows, в който се смесва готик рок заедно със средновековни и фолклорни мелодии.
В България жанрът не остава незабелязан и в края на 1980-те и началото на 1990-те години навлиза със състави като „Нова генерация“, „Мъртви поети“, „Виолетов генерал“, „69“, „Мефисто“, „Абсолютно начинаещи“ и др. В най-ново време интерес представлява експерименталният проект „Жълти стъкла“ от Варна.

## външни препратки
- „Агата Кристи“ – преведени текстове на руски уейвъри
- www.nwoutpost.com Архив на оригинала от 2008-12-17 в Wayback Machine. – англоезичен сайт за ню-уейв